# Американски мечти
 Тази статия е за филма.  За феномена вижте Американската мечта.  
Американски мечти е комедийна пародия от 2006, в която е осмяна американската политика и популярното забавление. Режисьорът Пол Вайц заснема филма, за да покаже недостатъците на телевизионното шоу „Америкън Айдъл“ и управлението на президента Джордж Уокър Буш. Отзивите от филма не са особено позитивни, а приходите доста мизерни.

## Сюжет
Внимание:  Текстът по-долу разкрива сюжета на произведението (или части от него)!
Сутринта след преизбирането си президентът (Денис Куейд) решава да прочете вестник за първи път от четири години. Той се вманиачава в четенето на вестници, чрез които подлага на проверка досегашните си възгледи за света, криейки се в спалнята си по пижама. Изплашен от нервната му криза, началникът на президентската администрация (Уилям Дефо) решава да му помогне да се отърси от новото си „хоби“ и го записва като член на журито на „Американски мечти“ – много популярно телевизионно шоу за откриване на нови таланти в САЩ. Водещ на шоуто е самодоволният Мартин Туийд (Хю Грант), винаги готов да открие поредната „звезда еднодневка“. Последните му открития са Сали (Менди Мор), неразделящата се с предания ѝ приятел Уилям Уилямс(Крис Клайн), и Омер, имигрант от Южна Калифорния.
Финалистите в шоуто са именно Сали и Омер. Достигайки до финалите, Сали зарязва приятеля си, който отива да служи в армията и е ранен в Ирак. Въпреки това той се завръща в Щатите заради шоуто, а Сали се преструва, че още го обича. Обаче той я вижда да прави секс с Мартин и е бесен. Омер е част от терористична организация, планираща бомбен атентат срещу президента, който ще присъства на финала. Но Омер размисля и хвърля бомбата в кош за боклук, където е намерена от Уилям, който заплашва да я взриви. Докато останалите хора се евакуират, Уилям започва да пее, а Мартин отказва да напусне и го снима. Той взривява бомбата, докато върви към камерата, убивайки себе си и Мартин.
Краят на филма разкрива какво прави всеки един от участниците след края на втория сезон. Омер става успешен млад изпълнител. В самия край той се появява в сцена от мюзикъла „Брилянтин“. Сали става новата водеща на шоуто „Американски мечти“.